# Alexander Johannes Bronkhorst

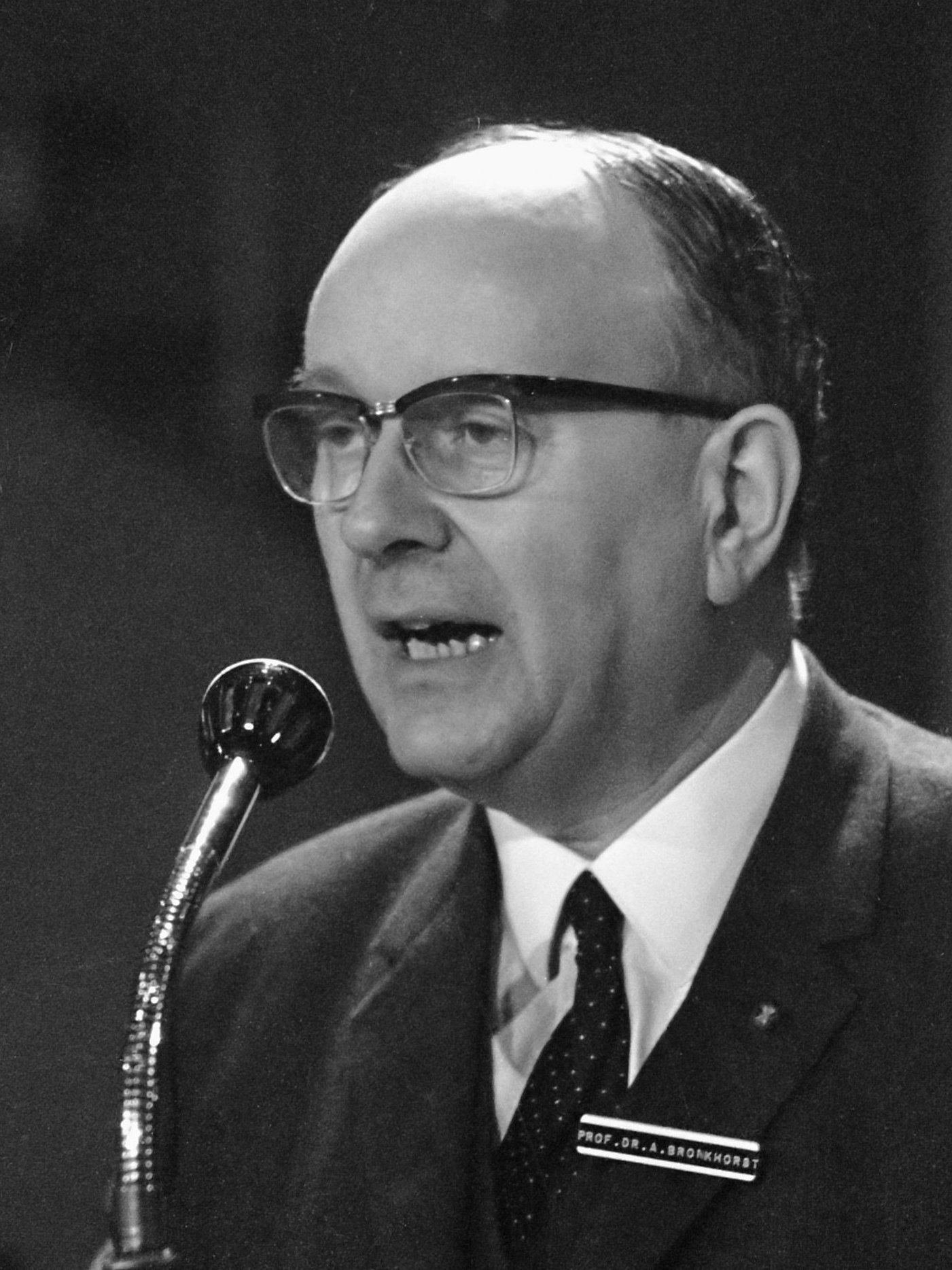
Alexander Johannes Bronkhorst (1968)

Alexander Johannes Bronkhorst (Amsterdam, 24 mei 1914 – Bilthoven, 6 december 1994) was een Nederlands-hervormde hoogleraar theologie, die zich voornamelijk bezighield met missiologie en kerkgeschiedenis van de twintigste eeuw en actief betrokken was bij de oecumenische beweging.

## Biografie
Na zijn studie theologie in Utrecht en Basel werd Bronkhorst predikant in achtereenvolgens Wijk aan Zee en Duin (1940-1943), Willemstad (1943-1947) en Den Haag (1947-1954). Bronkhorst was sinds zijn studietijd een aanhanger van de theologie van Karl Barth en correspondeerde met Kornelis Heiko Miskotte. In september 1945 was hij een van de oprichters van het tijdschrift Hervormd Nederland, waar hij vele jaren voor bleef schrijven. In de jaren hierna hield Bronkhorst zich diepgaand bezig met de herziening van de kerkorde van de Nederlandse Hervormde Kerk, wat onder andere in 1947 resulteerde in zijn dissertatie Schrift en kerkorde.
In 1954 werd Alexander Bronkhorst hoogleraar aan de Faculteit voor Protestantse Godgeleerdheid te Brussel waar hij de Nederlandstalige opleiding opzette. In 1966 werd hij hoogleraar kerkgeschiedenis van de twintigste eeuw aan de Universiteit Utrecht. Hier nam hij het initiatief voor de "zaterdagopleiding theologie", waar veel "tweede kans"-studenten gebruik van maken. Ook nam hij samen met de Leidse hoogleraar Hendrikus Berkhof het initiatief tot de oprichting van het "Interuniversitair Instituut voor Missiologie en Oecumenica" (IIMO; tegenwoordig Centrum voor Interculturele Theologie, Interreligieuze Dialoog, Missiologie en Oecumenica) dat aanvankelijk in Leiden (missiologie) en Utrecht (oecumenica) gevestigd was, maar in de jaren negentig in zijn geheel in Utrecht gevestigd werd. In 1984 ging Bronkhorst met emeritaat.
Bronkhorst zette zich in het bijzonder in voor betere contacten met de Rooms-Katholieke Kerk en was namens de Nederlandse Hervormde Kerk waarnemer bij zowel het Tweede Vaticaans Concilie (1962-1965) als bij het Pastoraal Concilie van de Nederlandse kerkprovincie in Noordwijkerhout (1966-1970). In 1969 werd hij benoemd tot Commandeur in de Kroonorde van België. Tijdens de Generale Synode van 1988 ontving hij de legpenning van de Nederlandse Hervormde Kerk. Alexander Bronkhorst overleed op 6 december 1994 op 80-jarige leeftijd. Na een afscheidsdienst in de Dorpskerk van Wijk aan Zee werd hij in Beverwijk op de begraafplaats Duinrust begraven.

## Belangrijkste publicaties
- Schrift en kerkorde: een bijdrage tot het onderzoek naar de mogelijkheid van een "schriftuurlijke kerkorde" (1947)
- Rondom 1853: invoering van de bisschoppelijke hiërarchie: de April-beweging (1953)
- Karl Barth: een levensbeeld (1953)
- Kerk en theologie (1954; oratie Brussel)
- Het concilie en de oecumene (1962)
- De geschiedenis van Israël: van Alexander de grote tot Bar Kochba (1964; Duitse vertaling: Von Alexander bis Bar Kochba: 400 Jahre Fremdherrschaft in Israël, 1967)
- De oecumenische betekenis van Karl Barth (1966; oratie Utrecht)
- Het Pastoraal Concilie van de Rooms-Katholieke Kerk in Nederland, 1966-1970: een hervormd verslag (1970)